# 笄町
笄町（こうがいちょう）は、かつて東京都港区麻布にあった町である。町名としては1869年（明治2年）から1967年（昭和42年）まで存在した。

## 概要

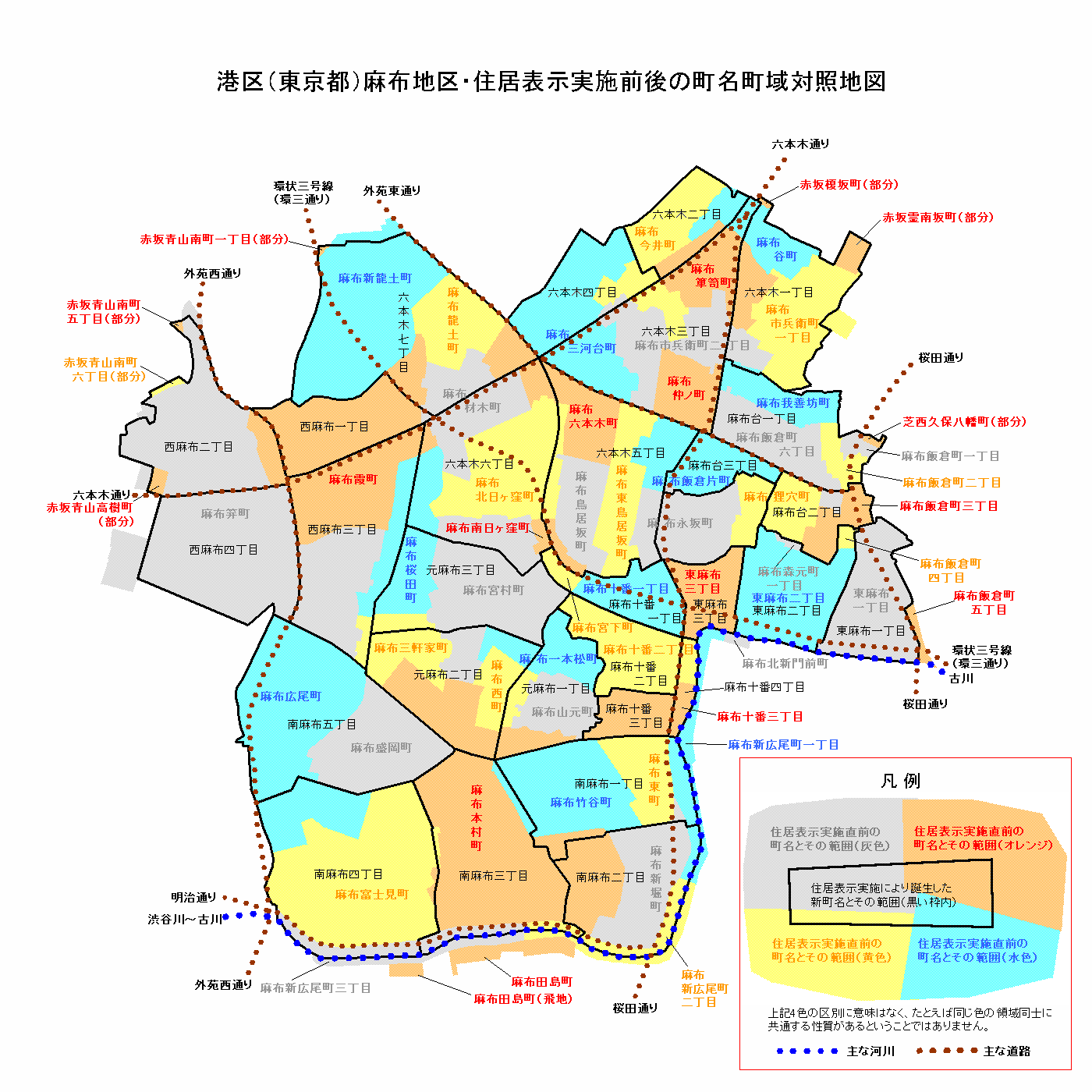
麻布地区住居表示対照図

笄町は、江戸時代から1967年（昭和42年）まで存在した町名で、町域には現在の東京都港区南青山六 - 七丁目から西麻布二 - 四丁目の一部が含まれる。町は大政奉還後の1869年（明治2年）に従来の渋谷長谷寺門前、渋谷掃除町、麻布裏三軒家町、麻布桜田町飛地を併せて「麻布笄町」とした。1872年（明治5年）には近隣の武家地を合併した。
西麻布交差点（霞町交差点）から広尾方面に向かう外苑西通りの左右に広がる町域で、青山霊園のすぐ南から、日本赤十字社医療センター（日赤病院）までが含まれる。
笄町は、外苑西通りや旧笄川が流れる谷底の低地から、右手は牛坂などが上る高台、左手は笄坂などが上る高台で、かつての町名は港区立笄小学校の名に残されている。一帯は江戸時代には武家地で、現在は外苑西通り沿いや低地部には雑居ビルや飲食店が並ぶが、高台には邸宅やマンションなどがみられる。また、私塾国士舘の発祥地も笄町（港区南青山6丁目13番地）になる。

## 町名の由来・笄橋
「笄町」の名称は、町域を流れる笄川にかかっていた笄橋が町名の由来とされる。

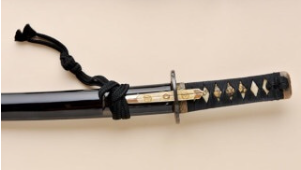
笄(こうがい）

「笄」は女性の日本髪に用いられた「簪（かんざし）」と並ぶヘアアクセサリーの一種で、昔は男性も長髪だったため、特に武士は身だしなみとして笄を刀の鞘に常備していた（地域にはそれにまつわるエピソードがある一方、甲賀と伊賀両家の屋敷にちなみ「甲賀伊賀町」転じて「笄ヶ町」から「笄町」となったという駄洒落のような説もある）。
笄橋は牛坂及び富士見坂の坂下に架っていた。
平安時代、天慶の乱のさなかで、現在の麻布近辺を流れていた竜川（たつかわ）に掛った橋を渡ろうとした源経基を、役人が関所を設けて塞いでいたが、経基は帯びていた刀の笄を与えて通過した。そこから経基が渡った橋を「笄橋」と呼ぶようになったといわれている。なお、笄橋は現存しないが、明治初期には麻布笄町という地名があった。
明治時代後期に出版された地誌 『新撰東京名所図会』は笄橋について、「笄橋はむかしより其の名高けれども、実地に就て検するに笄川と称する一溝渠に架する小板橋なり。長凡そ二間、幅三間に過ぎず。もとは欄干もなかりしが、今は之を附したり。現在のものは明治33年12月の落成に係る」と記している。武蔵野の要路にあって古くからよく知られていたが、大正時代末期に川が暗渠化されたことで消滅した。2021年現在、西麻布交差点南方、外苑西通りから1本西に入った裏通りの一交差点が橋のあった地点にあたるが、現地にそれと伝えるようなものは何もなく、川の痕跡も遺っていない。 
江戸時代の古地図の記載にわずかに痕跡がみえる。

## 笄坂
笄坂は笄町にある坂道で、2021年現在の住所では港区西麻布二丁目と四丁目の境界に位置し、六本木通りを西麻布交差点（霞町交差点）から高樹町交差点（南青山七丁目交差点）まで上がる上り坂である。もとは都電の通った坂道であったが、現在では六本木通り上に架かる首都高速道路3号渋谷線の高架と西麻布交差点の外苑西通りをオーバーパスする高架という、二階建ての高架道路に覆われた側道になってしまっている。
笄坂は同じ台地に上る牛坂と平行しており、谷底である西麻布交差点（外苑西通り）を境に霞坂と対面している。1941年（昭和16年）に編まれた『麻布区史』の「麻布笄町」の項には、「笄坂 -　青山六丁目に至る笄町電車通り」との説明が見られる。
旧笄町の町域においては、港区元麻布三丁目の専称寺前から西麻布三丁目三番辺りを西に下る「富士見坂」も、「笄坂」と呼ばれることがある。こちらの笄坂（富士見坂）の坂下はかつて笄橋があったところで、牛坂へと上る道筋である。

## 大猫伝説
笄町には大猫の伝説があり、「麻布の大猫」として知られる。

## 出身・ゆかりのある人物
- 赤木圭一郎（俳優）
- アントニン・レーモンド（建築家） - 笄町の高台には建築家・アントニン・レーモンドが1951年（昭和26年）に自らのために建てた邸宅「麻布笄町の家」もあったが現存しない。
- 入江相政（侍従長）
- 上野金太郎（薬学者、東京薬学専門学校理事兼校長、大日本麦酒顧問）
- 内田祥三（建築家、東京帝国大学総長）- 東大大講堂（安田講堂）などを設計。内田ゴシックと呼ばれる独特の様式で有名。麻布笄町142番地に自ら設計した邸宅を建て居住していた。内田邸は戦後GHQに接収され、洋館は一時駐日ソ連大使館として使われる。
- 古河虎之助（実業家）-古河財閥家出身で邸宅を所有していた。
- 杉山金太郎（実業家）-上記の古河家は、後に杉山が所有。その後、杉山が同宅地2,600坪すべてを東京に譲渡し、現在は高陵中学校となっている。
- 大場磐雄（考古学者）
- 長基連（男爵、貴族院議員）
- 遠山一行（音楽評論家）
- 内藤鳴雪（官吏、俳人） - 笄町で没した。
- 西竹一（男爵、バロン西） - 馬術競技でオリンピック金メダルを獲得した。
- 広津和郎（作家）
- 古谷敏（俳優） - 初代ウルトラマンのスーツアクター。笄町で生まれ育つ[8]。
- 坊城俊民（国文学者）
- 前田米蔵 - 政治家。自宅があった。
- 松本重雄 - 戦後大蔵省を相手に日銀の代表的論客として鳴らした松本は笄町に居住していたことがある。
- 松本隆（作詞家） - 松本が育った場所であり、ここが彼の詞に共通する概念「風街」の原型であると言われている[誰によって?]。
- 三井八郎右衛門高公 - 牛坂にあった三井家当主・三井八郎右衛門高公の屋敷の一部は移築され、江戸東京たてもの園に保存されている。
- 三淵嘉子（日本初の女性弁護士の一人、女性初の判事。NHK連続テレビ小説『虎に翼』の主人公のモデル）
- 望月慶行（資産家）[9] - 望月太郎の長男[9]。

## 関連文献
- 斎藤長秋 編「巻之三 天璣之部 笄橋」『江戸名所図会』 2巻、有朋堂書店〈有朋堂文庫〉、1927年、162-164頁。NDLJP:1174144/86。